# 리히텐슈타인 U-19 축구 국가대표팀
리히텐슈타인 U-19 축구 국가대표팀(독일어: liechtensteinische Fussballnationalmannschaft der U-19-Junioren)은 리히텐슈타인을 대표하는 19세 이하의 축구 국가대표팀으로, 리히텐슈타인의 축구 관리 기관인 리히텐슈타인 축구 협회의 관리를 받는다. 2003년에 처음으로 UEFA U-19 축구 선수권 대회에 참가했다.

## 역대 감독
| 감독          | 임기        |
| ------------- | ----------- |
| 마리오 프리크 | 2017 ~ 2018 |